# Paweł Chojecki
Paweł Mariusz Chojecki (ur. 3 kwietnia 1963 w Lublinie)  – polski działacz religijny i polityczny, dziennikarz, publicysta, antyekumenista, skandalista. Współzałożyciel protestanckiej Wspólnoty Chrześcijańskiej „Pojednanie”, a następnie założyciel oraz zwierzchnik Kościoła Nowego Przymierza w Lublinie, związany kiedyś z radykalną prawicą. Założyciel i redaktor naczelny internetowej telewizji „Idź Pod Prąd”. Znany z kontrowersyjnych wypowiedzi, atakowania polityków, działaczy religijnych i obrażania uczuć religijnych, propagator teorii spiskowych. W 2021 roku został skazany za obrazę prezydenta RP oraz uczuć religijnych katolików. 

## Życiorys
Syn Sławomira Chojeckiego oraz Henryki z domu Binek. Sławomir był aktywistą PZPR, dyrektorem centrali nasiennej w Kraśniku oraz tajnym współpracownikiem Służby Bezpieczeństwa o pseudonimie „Zygmunt” w latach 1966-1990.
Paweł Chojecki ukończył I Liceum Ogólnokształcące im. Stanisława Staszica w Lublinie. Jest również absolwentem Politechniki Krakowskiej im. Tadeusza Kościuszki .
W młodości chciał wstąpić do PZPR. Od lat 80. działał w katolickim Ruchu Światło-Życie. W 1989 roku był jednym ze współtwórców protestanckiej Wspólnoty Chrześcijańskiej „Pojednanie”. W 1996 roku z grupy wyodrębnił się bardziej radykalny teologicznie nurt, na czele którego stanął Chojecki. Wspólnie z Jackiem Burym i swoimi zwolennikami powołał do istnienia Kościół Nowego Przymierza (został oficjalnie zarejestrowany jako związek wyznaniowy w 1997 roku)  .
W 2003 roku rozpoczął wydawanie czasopisma o tematyce społeczno-politycznej „Idź Pod Prąd”. Jednocześnie sam Chojecki zaczął aktywniej angażować się politycznie. W 2005 roku wstąpił do Unii Polityki Realnej, a w 2008 roku został szefem struktur lubelskich. Został także członkiem Rady Głównej UPR i rzecznikiem prasowym partii . 6 maja 2010 roku został z tej funkcji odwołany przez Magdalenę Kocik ze względu na popieranie PiS-u . Publikował artykuły w „Najwyższym Czasie!”, w których wzywał do jednoczenia prawicy. W roku 2007 pochwalił politykę prowadzoną przez braci Kaczyńskich :

Bracia Kaczyńscy dzięki zespoleniu w jedno urzędu Premiera i Prezydenta, które celowo zostały tak skonstruowane przez «Michnika, Kiszczaka i Wojtyłę», by wzajemnie się szachować, zaczęli prowadzić po raz pierwszy w III RP spójną i długodystansową politykę. (…) Pięknie też zagrali z Wielgusem, a raczej z Watykanem, pokazując Niemcowi, kto w Polsce rządzi.

Po opuszczeniu UPR w dalszym ciągu udzielał poparcia PiS-owi. Stał się szczególnie aktywny w wyrażaniu tego poparcia po katastrofie smoleńskiej i każdego miesiąca przemawiał podczas miesięcznic w Lublinie. Rozpowszechniał ulotki przedstawiające Jarosława Kaczyńskiego jako św. Jerzego, co zostało skrytykowane na łamach „Gazety Wyborczej”. W czerwcu 2011 roku Kaczyński podczas wizyty w Lublinie dał się sfotografować z czasopismem „Idź Pod Prąd” .
Przed wyborami parlamentarnymi w 2011 roku ogłosił apel do protestantów „Stańmy przy Polsce”. Przypomniał w nim, że wielu protestantów doświadczyło krzywd, jednak kierowanie się „urazami byłoby małostkowością niegodną uczniów Jezusa”. Po przyjęciu uchodźców przez papieża do Rzymu na pokładzie samolotu Chojecki zarzucił mu złamanie przepisów migracyjnych. W roku 2017 uznał, że PiS nie dotrzymuje obietnic wyborczych i przestał popierać tę partię.

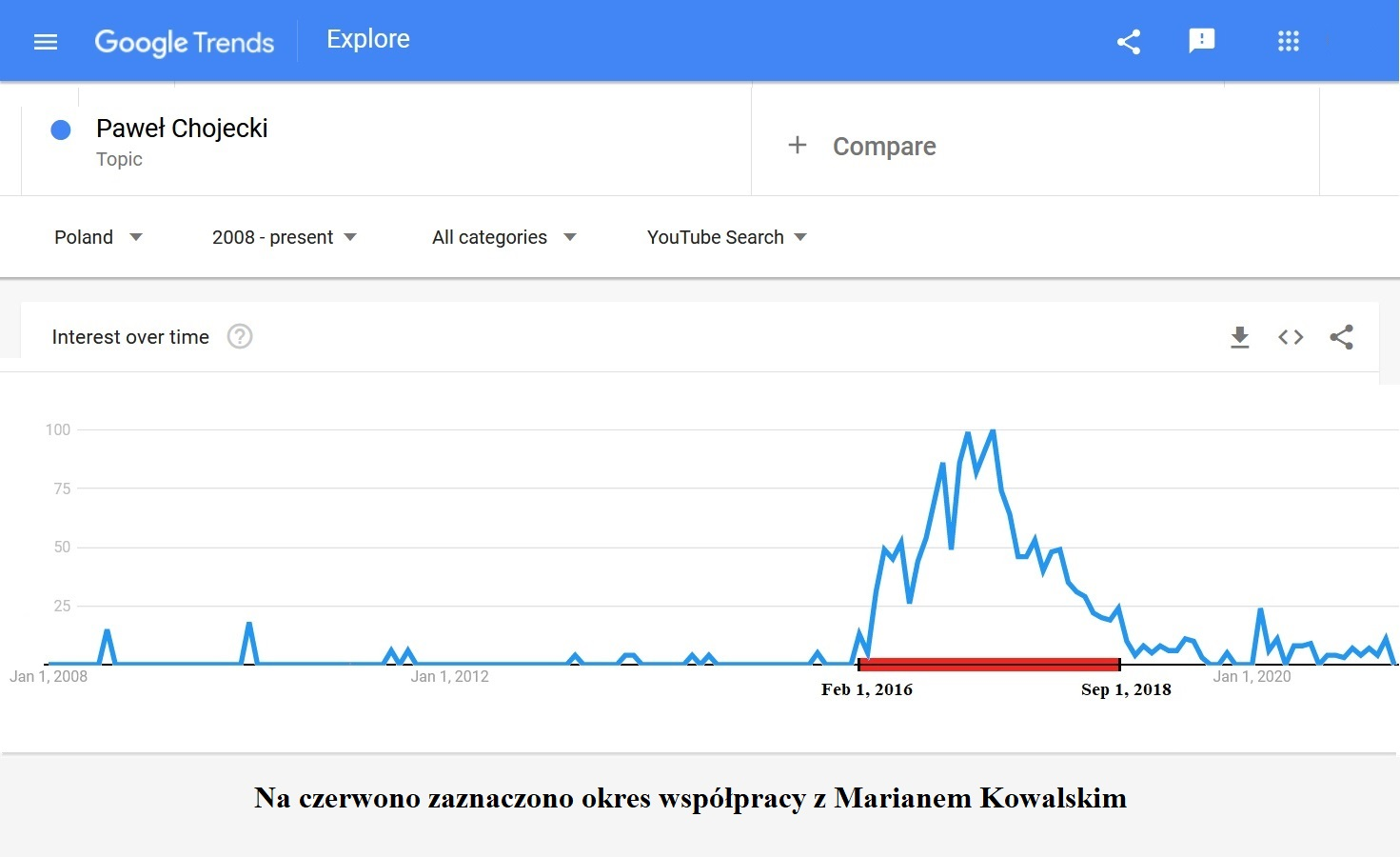
Wyniki wyszukiwań frazy „Paweł Chojecki” na YouTube. W kolorze czerwonym zaznaczono okres współpracy z Marianem Kowalskim.

Prowadzi własną telewizję internetową „Idź Pod Prąd”. Do 2018 roku bliskim współpracownikiem Chojeckiego był Marian Kowalski, były wiceprezes Ruchu Narodowego i dawny kandydat tej partii na urząd prezydenta RP. W listopadzie 2017 roku został wiceprezesem partii Ruch 11 Listopada, którego był jednym z założycieli . Partia nie wzięła udziału w wyborach. 
W październiku 2018 roku na antenie „Idź Pod Prąd” udzielił poparcia dla niepodległości Tajwanu . Wypowiedź zacytowały największe tajwańskie gazety: „Liberty Times”, „Apple Daily”, a także stacje telewizyjne: FTV News, CTS i SET News. Doprowadziło to do skandalu dyplomatycznego, a ambasada polska w Chinach tłumaczyła się z tej wypowiedzi i podkreśliła, że jest to prywatna opinia Chojeckiego. Polska ambasada odpowiedziała m.in.  :

Polska nawiązała stosunki dyplomatyczne z Chinami już w 1949 roku i od tamtej pory wspiera politykę jednych Chin, czyli jest przeciwna ruchom separatystycznym.

Chojecki nawołuje do przeniesienia polskiej ambasady w Izraelu z Tel Awiwu do Jerozolimy .
Od kwietnia 2019 roku prowadzi akcję w Internecie na rzecz popierania ruchu wolnościowego w Hongkongu. Ta akcja nazywa się #FreeHongKong .
13 września 2019 roku ogłosił zbiórkę na rzecz powołania „Lubelskiego Uniwersytetu Biblijnego” .
W swej publicystyce stosuje utworzone przez siebie neologizmy deprecjonujące (m.in. komorryzm, kaczoryzm, homoinwazja). Przed wyborami prezydenckimi 2010 roku wzywał do głosowania na przedstawiciela „kaczoryzmu”, a nie głosowania na przedstawiciela „komorryzmu”.
Od początku 2021 roku domaga się zniesienia art. 196 Kodeksu Karnego, a prokuraturę i sąd porównuje do inkwizycji .

## Proces
31 grudnia 2020 roku do Sądu Okręgowego w Lublinie został skierowany akt oskarżenia przeciwko Pawłowi Chojeckiemu m.in. za znieważenie prezydenta RP i nawoływanie do nienawiści na tle wyznaniowym. Prezydenta Dudę miał nazwać „agentem śpiochem”, „gó...m w błyszczącym papierku”, „małym świetlikiem, raczej z kibla świetlikiem”, „jełopem skończonym”, „baranem”, „zdrajcą”, „tchórzem skończonym” i „Dudaszem”. Miał też znieważać naród polski określeniami „katolicka zidiociała Polska”, a „Polacy są gnidowaci”. W marcu 2021 roku ruszył proces w tej sprawie   . Idź Pod Prąd zwracało się do polskich protestantów o wsparcie. Jednak odzew był znikomy, a część głosów była przeciwko Chojeckiemu. Większe poparcie uzyskało z protestanckich środowisk zagranicznych . 
10 czerwca został uznany za winnego popełnienia następujących przestępstw: publicznego znieważenia prezydenta Andrzeja Dudy, znieważenia narodu polskiego, znieważenia osób wyznania katolickiego i obrazę uczuć religijnych. Dochodziło do tego w latach 2016–2019 w trakcie programów internetowej telewizji „Idź Pod Prąd”. Za te czyny został skazany na 8 miesięcy ograniczenia wolności w formie prac społecznych w wymiarze 20 godzin miesięcznie oraz zwrot kosztów procesu – ponad 20 tys. złotych  . Po wyroku Chojecki stwierdził, że Polską rządzi katokomuna. 5 czerwca 2023 roku Sąd Apelacyjny w Lublinie podtrzymał wyrok Sądu Okręgowego z 10 czerwca 2021 roku . 
Podczas procesu Episkopat Katolicki Polski ustosunkował się jedynie do poglądów Chojeckiego. Stwierdzono, że takie „Tego typu określeń: mocnych, dosadnych, obraźliwych… używano w polemice religijnej w XVI wieku”. Jednak po 500 latach nie są już używane . 
Przypadek Chojeckiego został odnotowany w raporcie Komisji do Spraw Wolności Religijnej w USA.

## Poglądy

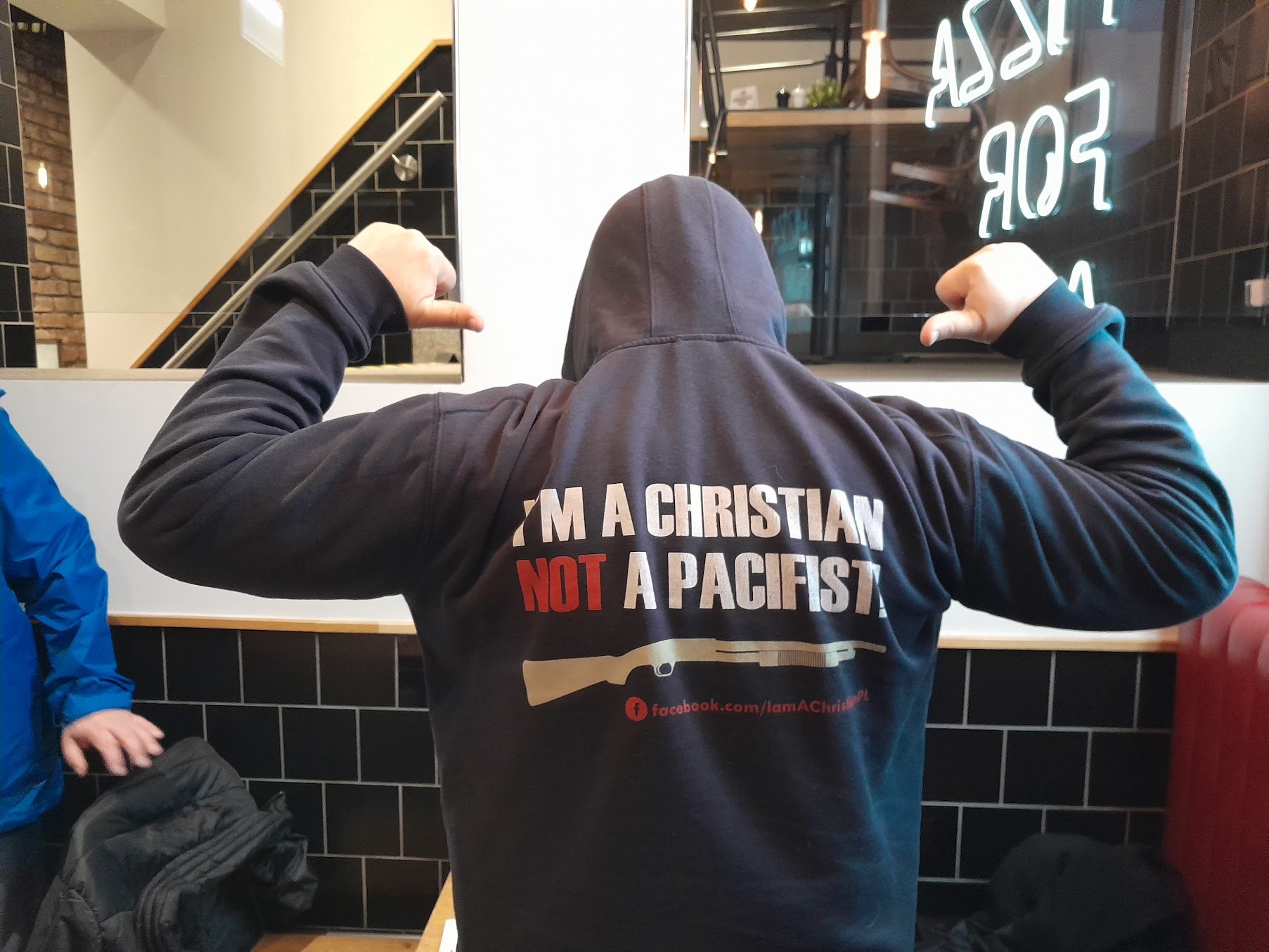
Jestem chrześcijaninem – jedna z inicjatyw Pawła Chojeckiego.

Jest zwolennikiem kary śmierci. Jest zdania, że „ktokolwiek występuje przeciwko karze śmierci za zabójstwo z premedytacją, występuje przeciwko Bogu Biblii”. Propaguje pogląd, że chrześcijanin nie może być socjalistą. Uważa, że Ewangelia jest w 100% wolnorynkowa, chrześcijanie zostali powołani do życia, a socjalizm to śmierć. Biblijny opis stworzenia świata interpretuje literalnie, odrzuca teorię ewolucji i koncepcję Wielkiego Wybuchu  .
Kościoły protestanckie gani za niedokonanie rozrachunku. Kościoły te były niegdyś prowadzone przez oddanych Bogu i ludziom pastorów, jednak w czasach PRL-u ich miejsce zajęli „kolaboranci i duchowe karły”, którzy wychowali swoich następców i kontynuują „esbecką myśl teologiczną”. Protestantom prowadzącym dialog ekumeniczny z katolikami zarzuca zaprzaństwo, a ekumenizm nazywa grzechem . Chojecki twierdzi, iż Kościoły ewangelikalne zawarły ekumeniczny pakt z diabłem. Andrzejowi Bajeńskiemu zarzucił, że jest potomkiem tajnego współpracownika SB i z tego właśnie powodu został pastorem jednego z największych zborów w Warszawie. Włodzimierza Tasaka, redaktora naczelnego „Słowa Prawdy”, oskarżył o szerzenie propagandy antysekciarskiej. Mateuszowi Wicharemu, zwierzchnikowi polskich baptystów, zarzucił, że uprawia komunistyczną propagandę i „zwiódł swój Kościół w kierunku zbratania się z katolicyzmem w ramach ruchu ekumenicznego” . Godsonowi zarzucił sprzeniewierzenie się Chrystusowi i zdradę interesów protestanckich.
Zielonoświątkowcom zarzucił zaangażowanie ekumeniczne i głoszenie pozabiblijnych proroctw. Według niego ruch charyzmatyczny przyniósł niespełnione nadzieje i podziały, przeniósł „punkt koncentracji chrześcijan z posłuszeństwa Słowu Bożemu na poleganie na znakach, cudach i rzekomych proroctwach”. Twierdzi też, że młodzież zielonoświątkowa przoduje w tolerowaniu niemoralności, zwłaszcza jeżeli chodzi o seks.
Chojecki walczy z antysemityzmem; do „agentów-antysemitów” zaliczył Tomasza Sommera, Janusza Korwina-Mikkego, Jacka Międlara, Marcina Rolę i Janusza Palikota . Jego zdaniem Polacy powinni uczyć się od Żydów. Tadeusza Guza nazwał „g..no wartym oszustem” .
Sprzeciwiał się integracji Polski z Unią Europejską . Popiera ścisły sojusz Polski, Stanów Zjednoczonych i Izraela . Domagał się kary śmierci dla premiera Donalda Tuska. Papieża Franciszka nazwał „jednym z największych szkodników cywilizacyjnych” , „czcicielem pogańskich bożków” i „oszustem duchowym”. Intelektualistom zarzuca tchórzostwo. W 2023 roku, po wyroku skazującym go na prace społeczne za obrażanie uczuć religijnych, radykalnie zmienił poglądy, zaczął popierać Tuska, a domagał się uwięzienia niegdyś przez siebie wspieranego Macierewicza.
Jest przeciwny kształceniu duchownych na uczelniach teologicznych, ponieważ jego zdaniem na uczelniach „przedstawia się studentom różne, często wzajemnie wykluczające się poglądy teologiczne, tak jakby były równoprawne”. Zdaniem Chojeckiego jest to podejście „wysoce nienaukowe”. Należy samodzielnie studiować pisma i nauki, i porównywać je z Biblią. ChAT został utworzony przez komunistów, aby osłabić oraz infiltrować polski protestantyzm. W tym samym celu został utworzony ZKE. W wydanej przez siebie w 2019 roku książce nazwał siebie „najbardziej kontrowersyjnym pastorem w Polsce” .
Chojecki cieszył się z choroby Stanisława Michalkiewicza, przypisywał sobie wymodlenie tej choroby .
Po podpisaniu przez prezydenta Warszawy Rafała Trzaskowskiego deklaracji LGBT+ w lutym 2019 roku ocenił: „W rzeczywistości to jest popularyzacja pedofilii, a nie żadna edukacja seksualna” .
18 maja 2020 roku stwierdził na kanale IPP, że „rząd komunistycznych Chin” dokonał „inwazji koronawirusem na cały świat przez oczywiste zarażanie Chińczyków i rozesłanie ich na cały świat”.

## Oceny i krytyka

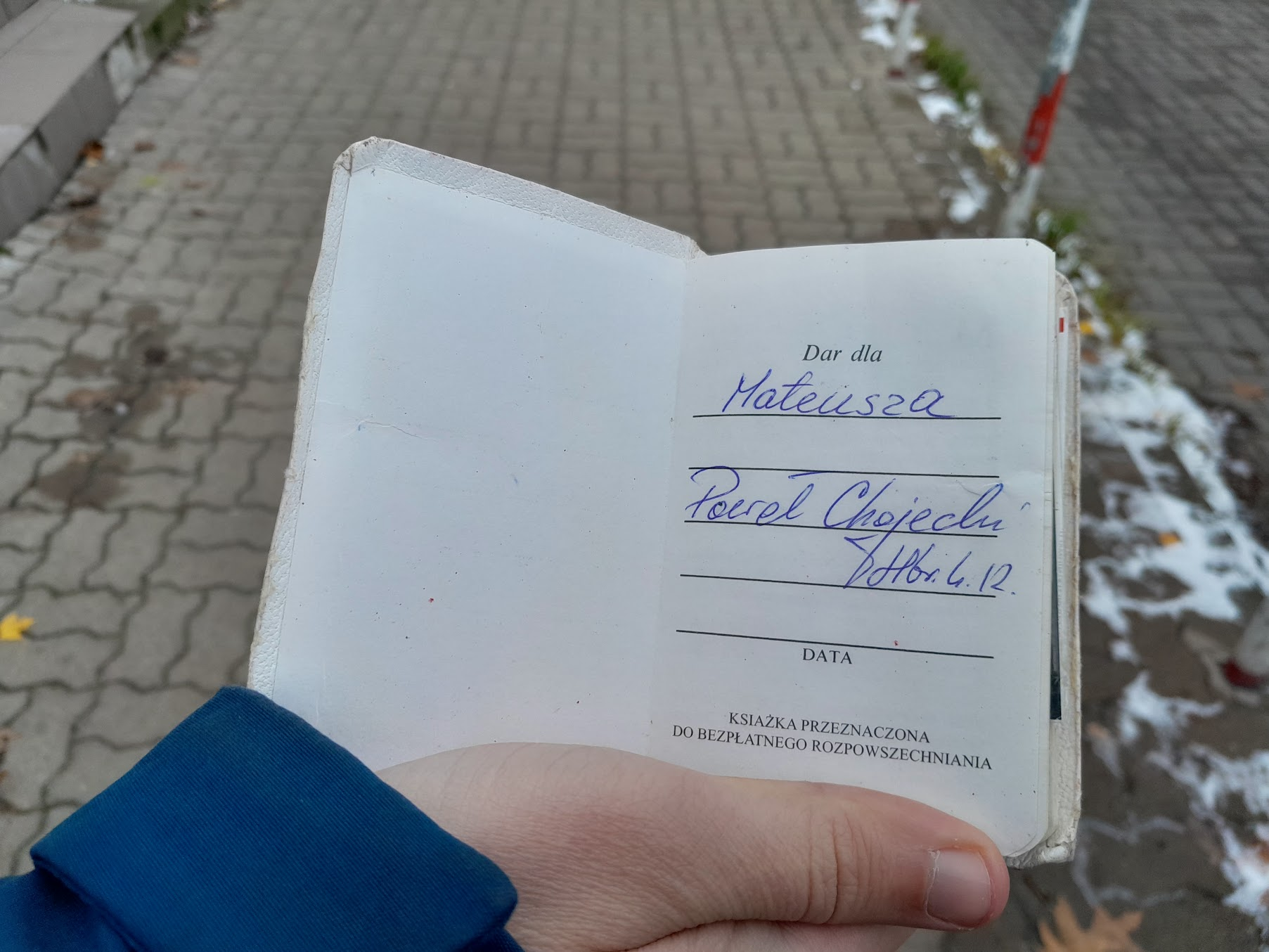
Gedeonitka podpisana przez Pawła Chojeckiego.

Wzbudza liczne kontrowersje i jest krytykowany za wulgarny język oraz styl wypowiedzi (częste porównania do odchodów) – obrażał m.in. papieża Franciszka, którego nazywał „Francą z Watykanu” . Pastor Paweł Bartosik zarzucił Chojeckiemu pychę, pogardę, warcholstwo, błazenadę i lekkość osądów oraz nieposiadanie „elementarnego rozeznania duchowego” ani „kultury osobistej”. Wytknął mu „wybujałe ego”, butę oraz mentalność guru. Bartosik zauważył, że związki Chojeckiego z historycznym protestantyzmem są luźne . 
Leszek Jańczuk, przedstawiciel ewangelikalnego protestantyzmu, zarzucił Chojeckiemu, że co jakiś czas organizuje rozmaite akcje, które wprawdzie nie osiągają zakładanego celu (Ruch 11 Listopada, uniwersytet), ale powodują nagłośnienie jego wspólnoty religijnej.
Rafał Pankowski zarzucił mu obsesyjną nienawiść do Jana Pawła II . Portal Ruch Wolności zarzucił, że Chojecki wykorzystał UPR dla promocji swego pisma „Idź Pod Prąd”, a lubelski oddział UPR przekształcił w przyczółek sekciarski . Środowiska prawicowo-narodowe oskarżyły go o niszczenie powagi idei narodowej .
Rafał Ziemkiewicz zarzucił mu szukanie poklasku u środowisk lewicowo-liberalnych . Ben Koschalka, tłumacz i redaktor polskojęzyczny, współpracujący z Notes from Poland, określił Chojeckiego jako kontrowersyjnego pastora .

## Życie prywatne
Żonaty, ma troje dzieci . Jego syn, Tymoteusz, jest doktorem matematyki . Córka, Eunika, doktorantka na UMCS, była oskarżana o narażanie na szwank dobrego imienia UMCS. Komisja dyscyplinarna ds. doktorantów umorzyła tę sprawę .

## Publikacje
- Trudne wersety, Lublin: Wydawnictwo Pod Prąd, 2019, s. 1–200, ISBN 978-83-922135-6-7.

### Naukowe
- Kościół Zielonoświątkowy w RP wobec kwestii współpracy swoich duchownych ze Służbą Bezpieczeństwa. W: Leszek Jańczuk: Pentekostalizm w Polsce. Historia i współczesność. pod red. J. Mironczuk i W. Gajewski. Ostrołęka: OTN, 2024, s. 198–212.
- Leszek Jańczuk. Procesy integracyjne oraz dezintegracyjne w polskim środowisku ewangelikalnym. „Ex Nihilo”. 2(16), s. 8–35, 2016. UJ.
- Zbigniew Pasek. Mnemotopika polskich protestantów. „Przegląd Kulturoznawczy”. Nr 1 (11), s. 94–111, 2012.
- Przemysław Wesołowski. Kultura polityczna w internetowych serwisach dziennikarstwa obywatelskiego w kontekście wyborów Prezydenta RP w 2010 roku. „Studia Politologiczne”. Vol. 21, s. 165–201, 2011.
- Marcin Wrzos. Zagraniczne podróże apostolskie (w tym misyjne) papieża Franciszka w 2016 roku w najważniejszych polskich portalach internetowych. „Lumen Gentium. Zeszyty Misjologiczne”. Nr 1 (174), s. 130–177, 2018.

### Ogólnopolskie i regionalne dzienniki
- AW, SKO, Doktorantka UMCS przed komisją dyscyplinarną. Sprawa Euniki Chojeckiej umorzona, „Kurier Lubelski”, 23 marca 2016.
- Wiktor Ferfecki. Pastorowi grozi pięć lat więzienia za znieważenie prezydenta. „Rzeczpospolita”, 2021-04-07.
- Rafał Pankowski. Stanisław Michalkiewicz: „Żadne wyznanie tak nie pierdzi, jak katolickie”. „Nigdy Więcej”. Nr 19, jesień-zima, 2011. [dostęp 2021-04-14].
- pawk, Nowy senator KO zakładał wspólnotę oskarżaną o sekciarstwo. Dawny przyjaciel: „Wyparł się Chrystusa” [online], gazeta.pl, 24 października 2019 [dostęp 2019-11-25] (pol.).
- Pastor Chojecki ryczy do swoich “wiernych”: Kłamca Guz jest g…o wartym oszustem!. Dziennik Narodowy, 21 grudnia 2017. [dostęp 2019-11-26].

### Publikacje IPP
- Komunistyczna propaganda Wicharego w Kościele Baptystów!. [w:] IPP [on-line]. Idź Pod Prąd, 19 kwietnia 2019.
- “Chińska ustawa to śmierć Hongkongu. Polacy, pomóżcie!” – milioner Jimmy Lai w IPP. IPP, 22 czerwca 2020.
- Paweł Chojecki. Chrześcijanin socjalistą?. „Idź Pod Prąd”. Rok 1, Nr 1, s. 2–3, 6, styczeń 2003. ISSN 1734-2708.
- Paweł Chojecki. Czy przyzwoity człowiek może popierać karę śmierci?. „Idź Pod Prąd”. Rok 1, Nr 3, s. 5–6, wrzesień – październik 2003. ISSN 1734-2708.
- Paweł Chojecki. Esbecka wizja Kościoła. „Idź Pod Prąd”. Rok 8, Nr 2 (67), s. 1, 7, luty 2010. ISSN 1734-2708.
- Paweł Chojecki. Katokomuna dopięła swego!. „Idź Pod Prąd”. Rok 19, Nr 04-08 (201-205), s. 2, kwiecień – sierpień 2021. ISSN 1734-2708.
- Paweł Chojecki. Kto „robi” ekumenizm?. „Idź Pod Prąd”. Rok 7, Nr 1 (54), s. 5–6, styczeń 2009. ISSN 1734-2708.
- Paweł Chojecki. Kto jest elitą? Intelektualiści?. „Idź Pod Prąd”. Rok 13, Nr 1-2 (126-127), s. 6–7, styczeń-luty 2015. ISSN 1734-2708.
- Paweł Chojecki. Odrobina dziegciu. „Idź Pod Prąd”. Rok 5, Nr 8 (37), s. 7, sierpień 2007. ISSN 1734-2708.
- Paweł Chojecki: Paweł Chojecki – pastor Kościoła Nowego Przymierza w Lublinie. pawelchojecki.pl, 2018-09-13. [dostęp 2019-11-25]. (pol.).
- Paweł Chojecki. Prawicowe ramiona POśmiornicy. „Idź Pod Prąd”. 4 (81), s. 23, 2011.
- Paweł Chojecki: Trudne wersety. Lublin: Pod Prąd, 2019.
- Paweł Chojecki. Zwodzenie idzie od zielonych. „Idź Pod Prąd”. 6-7 (119-120), s. 4–5, czerwiec-lipiec 2014. ISSN 1734-2708.
- Redakcja IPP, – Prokuratura zmienia się w kościelną inkwizycję! Trzeba zlikwidować art. 196 KK – polityk Lewicy Razem o wyroku dla pastora Chojeckiego [WYWIAD IPP] | www.idzpodprad.pl [online], 15 lipca 2021 [dostęp 2021-09-30] (pol.).
- Paweł Chojecki. Żydowski projekt dla Polski. „Idź Pod Prąd”. Rok 10, Nr 3 (92), s. 2, 4, marzec 2012. ISSN 1734-2708.

### Inne
- Adam Adamczyk: Głupota na niedzielę: Paweł Chojecki i teoria wielkiego pierda. kwantowo.pl, 2016-10-30. [dostęp 2019-12-02].
- Paweł Bartosik, Problemy z pastorem Pawłem Chojeckim [online], 18 grudnia 2018.
- Sebastian Białach, Kontrowersyjny pastor oskarżony o znieważenie prezydenta. Kim jest Paweł Chojecki? [online], Onet.pl, 7 kwietnia 2021.
- Gabriela Bogaczyk: Obywatel skazany za znieważenie prezydenta Andrzeja Dudy. Bankier.pl, 10 czerwca 2021.
- Damian Danielak: Kolejni pastorzy przeciw LGBT+. Chojecki i Kurylas ostro komentują dokument. ObywateleNieba, 5 marca 2019. [dostęp 2021-06-17].
- Ben Koschalka: Protestant pastor convicted for insulting Polish president and Catholics. Notes from Poland, 14 Jun 2021.
- Damian Danielak: Paweł Chojecki skazany przez sąd. Obywatele Nieba, 10 czerwca 2021.
- br: Polska ambasada w Chinach tłumaczy się po programie na YouTube. Onet Wiadomości, 30 października 2018.
- Chojecki cieszy się z choroby Michalkiewicza: „Bóg daje naszym wrogom kopa w d…ę” [online], wPrawo.pl, 9 kwietnia 2018 [dostęp 2021-10-07] (pol.).
- Duchowny: Kara śmierci dla Tuska?. Fakt24, 18 kwietnia 2016.
- Marcin Napiórkowski: Ewolucja to lewacki spisek. Wszyscy wiedzą, jak było naprawdę. tvn24.pl, 29 listopada 2017. [dostęp 2019-12-07].
- Odlot! Chojecki chwali żydów i ogłasza listę „agentów-antysemitów”. Wśród nich Rola, Korwin-Mikke, Międlar i.. Palikot. [w:] wolnosc24 [on-line]. wPrawo.PL, 24 sierpnia 2017. [dostęp 2019-12-23].
- Radosław Opas: Andrzej Duda znowu znieważony? Akt oskarżenia przeciwko pastorowi. Wiadomości.wp, 07-04 2021.
- Pastor Paweł Bartosik o pastorze Pawle Chojeckim. CHN News, 18 grudnia 2018. [dostęp 2019-11-26].
- “Nacjonalizm chrześcijański – wielka idea i wielka odpowiedzialność” – wspólne oświadczenie organizacji narodowych [online], Ruch Narodowy, 1 lutego 2017 [dostęp 2020-08-13] [zarchiwizowane z adresu 2020-09-24].
- Oświadczenie KNP w sprawie referendum akcesyjnego [online], KNP, 2006.
- „Ruch 11 Listopada” – Pozycja 24448 – Numer 110/2018 (5498) z 8 czerwca 2018 r. – Internetowy Monitor Sądowy i Gospodarczy [online], imsig.pl [dostęp 2019-11-25].
- Rzecznik chciał do PiS, więc musiał odejść [online], Proto.pl, 17 maja 2010.
- WM, Senator KO przyznał, że kościół, który pomógł założyć, to sekta [online], stefczyk.info, 2019 [dostęp 2019-11-26] (pol.).
- „Męczennik i bohater lewicowo-liberalnej bańki”. Ziemkiewicz o sprawie Chojeckiego [online], Do Rzeczy, 7 kwietnia 2021 [dostęp 2021-10-07] (pol.).
- Szokujące wypowiedzi pastora. Ostro krytykuje protestantów, katolików i ekumenizm [online], CHNNews, 12 czerwca 2014 [dostęp 2019-12-21].
- Wirus nienawiści: „Brunatna Księga” czasu epidemii, [w:] Stowarzyszenie „Nigdy Więcej” [online], 2020.
- Agnieszka Miastowska: Sąd skazał Pawła Chojeckiego. To pastor, który nazwał Dudę „agentem śpiochem”. [w:] na:Temat [on-line]. 5 czerwca 2023.
- MegaKościół, Projekt Chrześcijański Uniwersytet [online], megakosciol.pl [dostęp 2021-10-07] (pol.).
- Polish court upholds sentence against Protestant pastor. CNE.news, 05-06-2023.
- Dr Tymoteusz Chojecki, [w:] baza „Ludzie nauki” portalu Nauka Polska (OPI PIB) [dostęp 2020-10-19].